# Pristimantis schultei
Pristimantis schultei är en groddjursart som först beskrevs av William Edward Duellman 1990.  Pristimantis schultei ingår i släktet Pristimantis och familjen Strabomantidae. IUCN kategoriserar arten globalt som sårbar. Inga underarter finns listade i Catalogue of Life.